# Half-pipe
Half-pipe [háfpájp] je športni objekt, na katerem rolkarji,  BMX kolesarji, deskarji na snegu in rolarji izvajajo trike. Sestavljen je iz dveh quater-pipeov s ploščadjo med njima. Glavna razlika med pravim half-pipeom in dvema quater-pipoma, postavljenima nasproti drug drugemu, je ploščad med njima, ki je narejena iz enakega materiala kot stranici, zaradi česar na njem ne izgubimo hitrosti.
Na vrhu vsake krivine je železen rob (po navadi cev), ki omogoča drsenje in drgnenje športnega rekvizita ob rob (pri vsakem športu se drsi z drugim delom športnega rekvizita). Trike športnik izvaja na robu ali pa leti čez rob in pristane nazaj v krivino.
Stranici sta ukrivljeni (krivini), ko dosežeta pravi kot, se krivina nadaljuje naravnost navzgor, da omogoča enostavnejše izvajanje trikov. Večja kot je krivina, več mora biti tudi ravne stene. Če se krivina nadaljuje naprej od pravega kota, je to nadnavpična ("oververt") krivina, ki je značina za nekatere druge objekte. Manjši half-pipe brez navpičnega dela se imenuje mini-rampa. Razlikujeta se tudi po višini: half-pipe je po navadi visok vsaj 3 m, mini-rampa pa do 2 m. Ravne stranice ima pobočje ("benk").
Prvi half-pipei izvirajo iz rolkanja in so bili posnemanje praznih bazenov, po katerih so takrat rolkali. V začetku niso imeli vmesne ploščadi, kar pa ni dalo rolkarju dovolj časa, da se pripravi na trik.